# Zvinitsa
Knyaz (KANASY) Zvinitsa (en búlgaro: Звиница) fue el segundo hijo del knyaz búlgaro Omurtag (814-831). Murió joven y la corona fue sucedida por el hijo menor de Omurtag, Malamir.